# Аджер, Эбру
Эбру Аджер (род. 2002) — турецкая чемпионка Европы по паранастольному теннису, соревнующаяся в классе инвалидности C11. Аджер стала первой турецкой спортсменкой по паранастольному теннису, которая участвовала в Паралимпийских играх. Она приняла участие в Паралимпийских играх 2024 года в Париже, Франция, и завоевала бронзовую медаль.

## Спортивная карьера
Аджер начала заниматься паранастольным теннисом в 2017 году благодаря поддержке своей семьи. Она является членом клуба Шафакапте ГСК в Анкаре.

### 2019
В 2019 году она завоевала серебряную медаль в одиночном разряде C11 на Европейском чемпионате по паранастольному теннису в Хельсингборге, Швеция.

### 2022
Она завоевала бронзовую медаль вместе с партнершей Сюмейра Тюрк в парном разряде C11 на Чемпионате мира по настольному теннису 2022 года в Гранаде, Испания. В июне она выиграла золотую медаль на ITTF Чехия Пара Открытом турнире в Остраве. В июле 2022 года Аджер завоевала две золотые медали в одиночном и открытом разряде на Европейских летних играх VIRTUS в Кракове, Польша.

### 2023
В 2023 году она завоевала серебряную медаль на ITTF Открытом турнире по настольному теннису в Таиланде в Бангкоке. Она выиграла золотую медаль в одиночном разряде C11 и еще одну золотую медаль вместе с партнершей Сюмейра Тюрк в парном разряде C11 на Всемирных играх VIRTUS в Виши, Франция. В этом же году она стала чемпионкой на Европейском чемпионате по паранастольному теннису в Шеффилде, Англия.

### 2024
Аджер в 2024 году завоевала серебряную медаль на Турнире Open Para ITTF в Египте, Гиза; золотую медаль в одиночном разряде C11 на Турнире Open Para ITTF Thermana Laško в Лашко, Словения; и еще одну золотую медаль в одиночном разряде C11 на Турнире Open Para ITTF в Чехии, Остраве.
Благодаря победе на Глобальных Играх 2023 года, она получила право представлять свою страну на Паралимпийских играх 2024 года в Париже, Франция. На этих играх она завоевала бронзовую медаль. Аджер — первая турецкая спортсменка по паранастольному теннису, которая участвовала в Паралимпийских играх.